# لامب أوف غود (فرقة موسيقية)
لامب أوف غود (بالإنجليزية: Lamb of God، واختصارًا: LoG) هي فرقة هيفي ميتال أمريكيَّة من مدينة ريتشموند بولاية فرجينيا تأسَّست عام 1994 تحت اسم بيرن ذا بريست، وتتألَّف من عازف البيس جون كامبيل، والمغنّي راندي بلايث، وعازفيّ الغيتار مارك مورتون، وويلي أدلر، وقارع الطبول آرت كروز. تعدّ الفرقة أحد أبرز أعضاء حركة الموجة الجديدة من الهيفي ميتال الأمريكيّ.
أصدرت الفرقة منذ تشكيلها عشرة ألبومات استديو وهي ألبوم «بيرن ذا بريست» حين كانت تستعين باسمها القديم) (1999)، وألبوم «نيو أميركان غوسبل» (2000)، وألبوم «آز ذا بالسس بيرن» (2003) ،وألبوم «آشيز أوف ذا ويك» (2004)، وألبوم «ساكرمينت» (2006)، وألبوم «راث» (2009)، وألبوم «ريزولوشن» (2012)، «سيفن: ستورم أوند درانغ» (2015)، وألبوم «ليجون: توينتي» (تحت اسمها السابق) (2018)، وألبوم «لامب أوف غود» (2020). كما أصدرت الفرقة ألبومًا مباشرًا، وألبومًا تجميعيًّا، وثلاثة أقراص فيديو رقميَّة، وألبومين قصيرين، وثمانية وعشرين أغنية مفردة.
بلغ مجموع مبيعات إصدارات الفرقة في الولايات المتَّحدة ما يناهز المليونيّ نسخة. قامت رابطة صناعة التسجيلات الأمريكيَّة بتصديق ألبومين منهما ضمن فئة المبيعات الذهبيَّة. صدر ألبوم الفرقة الأخير الذي حمل اسمها في عام 2020. نالت الفرفة ترشيحين لجائزة غرامي في عام 2010 وعام 2011 عن أغانٍ من ألبومهم «راث» الذي نزل في الأسواق عام 2009. كذلك نالت الفرقة ترشيحًا أخرًا في عام 2016 عن أغنيتهم بعنوان "512". قامت الفرقة بجولة حفلات موسيقيَّة مع فرقة أوزفيست مرتين. كما ظهرت في مهرجان داونلود ومهرجان سونيسفير في المملكة المتَّحدة، ومهرجان ساوندويف، ومهرجان مايهام لعام 2010، ومهرجان جايغانتور. كما قامت الفرقة خلال الفترة من عام 2008 حتَّى عام 2010 بالعزف في عروض وحفلات الجولة العالميِّة لفرقة ميتاليكا. وساندت فرقة سلاير في جولتهم العالميَّة الأخيرة في الفترة من عام 2018 حتَّى 2019.

## التاريخ

### التشكيل وفرقة بيرن ذا بريست (1994-1999)
اجتمع عازف غيتار البيس جون كامبيل، وقارع الطبول كريس أدلر، وعازفيّ الغيتار مارك مورتون، ومات كونر، واتفقوا على تشكيل فرفة تحمل اسم «بيرن ذا بريست» في عام 1994. كان أعضاء الفرقة يعرفون بعضهم بعضًا من الجامعة التي كانوا يرتادونها ألا وهي وجامعة كومنولث فرجينيا الواقعة في مدينة ريتشموند بولاية فرجينيا. تركَ مورتون الفرقة بعيد تشكيلها بسبب انشغاله في العمل والتحضير لمشروع درجة الماجستير، وصاحبه في ذلك كونر الذي كان مشغولًا في العزف مع فرق أخرى. وهكذا قرَّر أدلر وكامبيل الاستعاضة عن مورتون بعازف الغيتار أيب سبير. ظلَّ أعضاء الفرقة في مدينة ريتشموند وأجزاء أخرى من ولاية فرجينيا خلال الخمس سنوات التاليَّة حيث عمِلوا على التدرب وصقل مهاراتهم الموسيقيَّة. أصدرت الفرقة أول شريط ترويجيّ في تاريخها حملَ اسمها في عام 1995. وأعقبَ ذلك تسجيل الفرقة لألبومين قصيرين مشتركين أحدهما مع فرقة أيجنتس أوف سيتن والآخر مع فرقة زيد. وبعدها ضمَّت الفرقة المغنّي راندي بلايث إلى صفوفها بعد إصدارها لثلاثة أشرطة ترويجيَّة.
ألتحق مورتون بالفرقة مجدَّدًا في عام 1997. وأصدرت الفرقة بعد ذلك بسنتين أول ألبوم استديو في تاريخها بعد تعاقدها مع شركة ليجون ريكوردز للتسجيلات الموسيقيَّة. هذا وقد حمل الألبوم اسم الفرقة السابق «بيرن ذا بريست». استطاع مايكي برونسنان من شركة ليجون ريكوردز ادّخار مبلغ قدره 2,500 دولار لتغطية نفقات تسجيل الألبوم، وساعدهم على الظهور للمرّة الأولى في عروض موسيقيَّة عصاميَّة في مدينة فيلادلفيا بولاية بنسلفانيا. كان الألبوم من إنتاج عازف الغيتار والمغنّي في فرقة توداي إز ذا داي ستيف أوستن. وفي الأثناء خرج عازف الغيتار أيب سبير من الفرقة تاركًا وراءه شاغرًا شغِلهُ شقيق أدلر الصغير ويلي بعد عام. استطاعت الفرقة بعدها إبرام عقد مع شركة بروسثيتك ريكوردز للتسجيلات. هذا ولم تقم الفرقة بتغيير اسمها بعد حظرها من العزف في منشآت موسيقيَّة عدَّة على العكس ممّا تناقلته بعض الشائعات حيث تعرَّضت الفرقة لقرارات المنع هذه في فترة لاحقة من تاريخها. بيدَّ أنَّ الفرقة بادرت إلى تغيير اسمها ليصبح «لامب أوف غود» (بمعنى «حمل الرب») بسبب التبدُّل الذي طرأ على أعضائها، ولأنَّها أرادت النأي بنفسها عن شُبهات البعض ممن اعتبروها من فرق الميتال الشيطانيَّة نظرًا للاسم الذي يعني بالإنجليزيَّة «احرقوا القسيس».

### ألبوم «نيو أميركان غوسبل» وألبوم «آز ذا بالسس بيرن» (2000-2003)
طرحت لامب أوف غود ألبوم الاستديو الثاني في تاريخها الذي حمل اسم «نيو أميركان غوسبل» في شهر سبتمبر من عام 2000. وجاء ذلك عقب تغيير الفرقة لاسمها وتوقيع عقد مع شركة تسجيلات جديدة. قارن الكاتب باتريك كينيدي من موقع أول ميوزيك الفرقة مع فرقة بانتيرا قائلًا: «يزخر الألبوم الافتتاحيّ لفرقة لامب أوف غود بالسمات الأساسيَّة لموسيقى الميتال في مرحلة ما بعد فرقة بانتيرا.» إذ اعتبر كينيدي أنَّ ألبوم «نيو أميركان غوسبل» يُقدِّم بوادر إمكانيات مهولة يمكن من خلالها المُحافظة على استمرارية موسيقى الميتال الأمريكيّ محقِّقًا صلة وصل ما بين الجانب الفنيّ الذي أصرَّت عليه فرق التسعينيات والفرق التقليديَّة الأقدم التي انصب تركيزها على الإتيان بأنماط عزفيَّة على الغيتار في أغانيها. علَّق كريس أدلر حول الألبوم قائلًا: «هذا ألبوم كلاسيكيّ. اجتمعت لدينا جميع العناصر التي أفضت إلى أحد أكثر ألبوماتنا صخبًا وهَيْجًا. لقد كان من الصعب احتوائنا فلم نفهم حينها حتَّى ماذا خلقنا».
انطلقت لامب أوف غاد في جولة حفلات موسيقيَّة قبل إصدارها لثالث ألبوم استديو في مسيرتها والذي حمل عنوان «آز ذا بالسس بيرن» بتاريخ 6 مايو عام 2003. منح الناقد كيرك ميلر من مجلة رولينغ ستون الألبوم ثلاثة نجوم من أصل خمسة معتبرًا أنَّ الفرقة تُقدِّم لمستمعيها موسيقى ميتال صاخبة دقيقة بتفاصيلها على عكس الفرق المُغاليَّة المعاصرة لها المتأثِّرة بفرقة سليبنوت. اعتبرت كل من مجلّة ريفولفر ومجلّة ميتال هامر الألبوم أفضل ألبوم في المجال لسنة عام 2003. شاركت الفرقة بعد صدور الألبوم في جولة حفلات موسيقيَّة أصدروا على أثرها قرص فيديو رقميّ سجّلوا عليه أداءات حيّة وفيلم وثائقيّ حملَ اسم «الرهب والعجرفة». حقَّق القرص الرقميّ نجاحًا ملحوظًا حيث وصل للمرتبة الواحدة والثلاثين على لائحة بيلبورد لمبيعات فيديوهات الموسيقى المصوَّرة.

### ألبوم «آشيز أوف ذا ويك» (2004-2005)

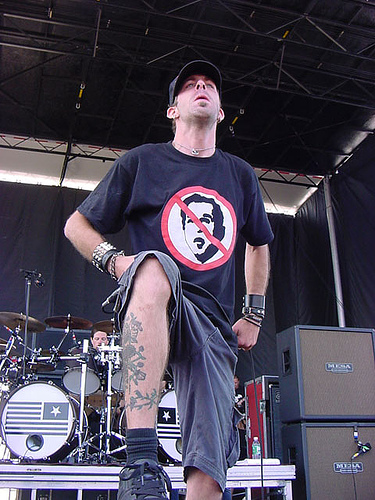
المغنّي راندي بلايث في حفلة بمهرجان أوزفيست عام 2004.

طرحت لامب أوف غاد ألبوم «آشيز أوف ذا ويك» في أغسطس عام 2004. احتلَّ الألبوم المرتبة السابعة والعشرين على لائحة مبيعات بيلبورد 200 فور صدوره حيث بلغت مبيعاته في الأسبوع الأول ما ناهزَ الـ35 ألف نسخة. طرحت الفرقة الألبوم الجديد في الأسواق من خلال شركة إيبك ريكوردز للتسجيلات الموسيقيَّة التي كانت قد تعاقدت معها مؤخَّرًا. أشاد الكاتب جوني لوفتس من موقع أول ميوزيك بالألبوم لإحداث الفرقة "توازنًا مع "مقلّدي فرقة أليس إن تشينز والبلهاء الرخيصين من ناحية التأثير والغضب والتقليد والعزف" على حد تعبيره. شارك في العزف على الأغنية التي حملت اسم الألبوم عازف الغيتار السابق في فرقة ميغاديث كريس بولاند وعازف الغيتار أليكس سكولنيك من فرقة تيستمينت. غدا «آشيز أوف ذا ويك» فيما بعد أول ألبوم استديو للفرقة تُحقِّق مبيعاته الفئة الذهبيَّة بحسب تصنيف رابطة صناعة التسجيلات الأمريكيَّة حيث نال الشهادة الذهبيَّة في فبراير عام 2016.
قامت الفرقة بالترويج للألبوم من خلال القيام بجولة مُسهبة من الحفلات والعروض الموسيقيَّة ومن ضمنها ظهورها للعزف في مهرجان أوزفيست في عام 2004، وجولة ساوندز أوف ذا أندرغراوند في عام 2005. اعتبرت مجلّة ريفولفر الألبوم ثاني أفضل ألبوم هيفي ميتال صدر في العام بعد ألبوم «ليفياثان» لفرقة ماستودون. كما فازت الفرقة بلقب أفضل فيديو موسيقيّ مُصوَّر عن أغنية «ليد تو ريست» (2005). هذا وقد عمِلت الفرقة خلال الفترة التي قامت بها بالجولة الموسيقيَّة على تسجيل أداء أصدرته تحت اسم «كيلاديلفيا». طرحت الفرقة الأداء في الأسواق على أقرص فيديو رقميَّة وأقراص مضغوطة. حقَّق القرص الرقميّ نجاحًا تجاريًا كبيرًا حيث صدَّقته رابطة صناعة التسجيلات الأمريكيَّة ضمن فئة المبيعات البلاتينيَّة في عام 2007.
ظهرت نسخة مُقلَّدة من الأغنية المفردة «ليد تو ريست» في لعبة غيتار هيرو 2 في عام 2006 حيث يمكن للاعب محاكاة العزف فيها. كما أُدخِلت النسخة الأصليَّة من الأغنية في لعبة غيتار هيرو سماش هيتس في عام 2009. كذلك قدَّمت روك باند النسخة الأصليَّة من الأغنية ضمن المحتوى الذي يمكن للمستخدم تنزيله ومحاكاة العزف عليه.

### ألبوم «ساكرمينت» (2005-2007)
أصدرت الفرقة خامس ألبوم في مسيرتها تحت عنوان «ساكرمينت» في شهر أغسطس من عام 2006. وصل الألبوم إلى المرتبة الثامنة على لائحة بيلبورد 200 لمبيعات الألبومات فور صدوره. وباع ما يناهز الـ65 ألف نسخة خلال الأسبوع الأول، وهو ما اقترب من ضعف مبيعات ألبومهم السابق في نفس الفترة. عمومًا فقد لاقى الألبوم ردود فعل إيجابيَّة من جانب النقَّاد فمثلًا أشار الناقد كوزمو لي من مجلَّة ستايلس إلى أنَّ الألبوم يحتوي على أكثر أغاني الفرقة التي تترك بصماتها عند المستمعين، مُعتبرًا أنَّهُ يخلو من الحشو الموسيقيّ الفارغ، ويبلغ من الدقّة حدًّا محكمًا، وتنساب أغانيه بسلاسة. أمَّا إد تومبسون من موقع آي جي إن فاعتبر ألبوم «ساكرمينت» أحد أفضل ألبومات الميتال لسنة 2006. في حين أثنى جون باريليس من مجلّة بليندر على الاندفاع السريع لأغاني الألبوم من أوله لأخره. أصبح «ساكرمينت» فيما بعد ثاني ألبوم استديو للفرقة يدخل فئة المبيعات الذهبيَّة في سبتمبر عام 2019.

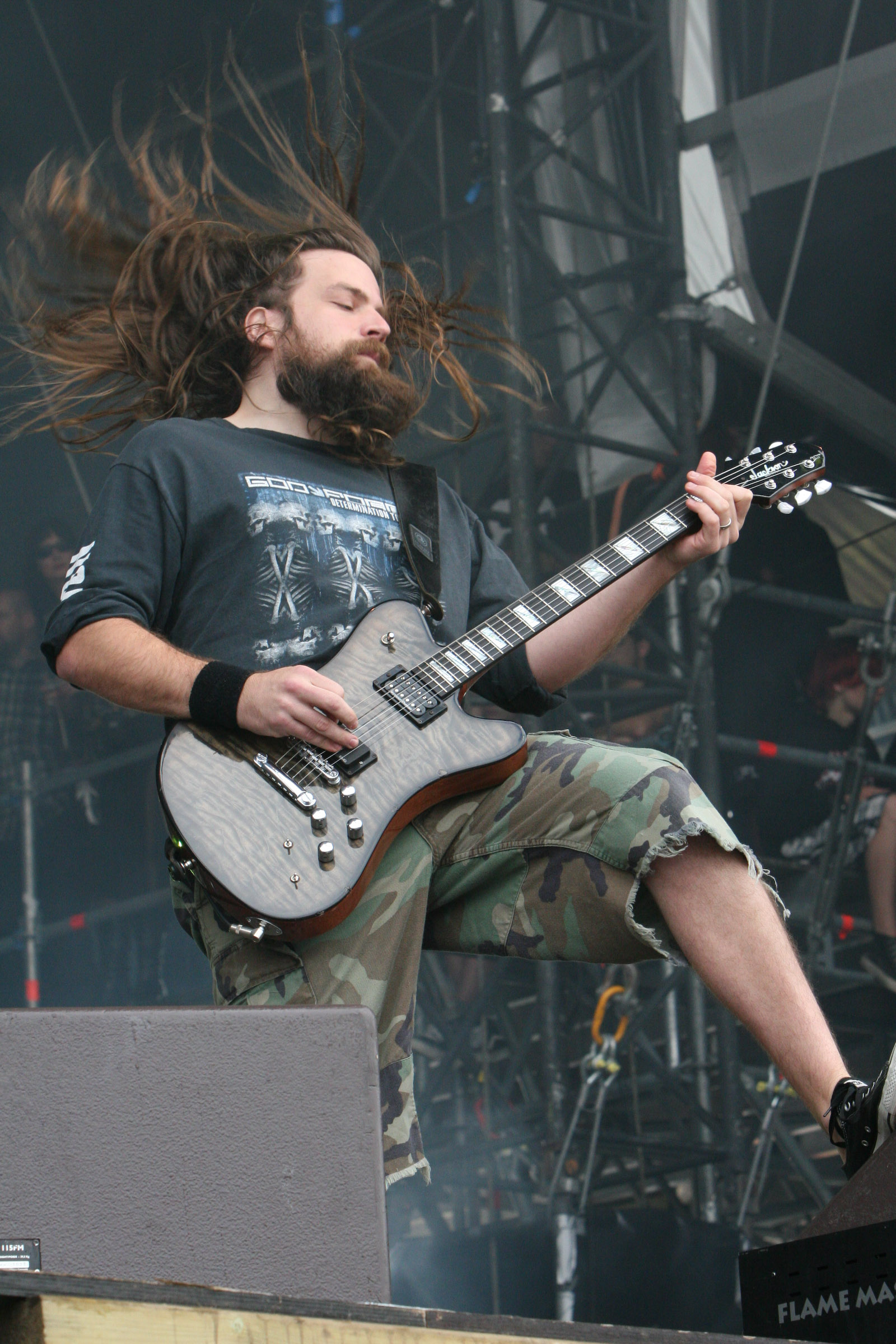
مارك مورتون خلال عزفه على الغيتار في مهرجان داونلود الموسيقيّ في عام 2007.

قامت الفرقة بالعزف في عدَّة جولات موسيقيَّة كبرى بغرض الترويج للألبوم ومن ضمنها الجولة التي اشتركت فيها مع فرقة سلاير، وفرقة ماستودون، وفرقة تشلدرن أوف بودوم، وفرقة ثاين آيز بليد، والجولة التي ساندت فيها فرقة ميغاديث، فضلًا عن قيامها بجولة ضمَّت فرقة كيلزويتش إنغيج، وفرقة سويلوورك، وفرقة ديفل درايفر. كذلك عزفت الفرقة في كل من مهرجان أوزفيست، ومهرجان داونلود. ترشَّحت الفرقة لجائزة غرامي ضمن فئة أفضل أداء ميتال في حفل توزيع جوائز الغرامي لسنة 2007 عن أغنية «ريدنيك»، ولكنَّها خسرت أمام أغنية «آيز أوف إنسين» لفرقة سلاير.
أصدرت الفرقة نسخة أكثر توسّعًا من الألبوم مؤلَّفة من قرصين في شهر ديسمبر من عام 2007. كان القرص الأول يحتوي على الأغاني الأصليَّة لألبوم «ساكرمينت»، بينما احتوى القرص الثاني على سي دي روم يحوي على جميع المسارات الغنائيَّة وتلك المعرزفة على البيس والغيتار والطبول بصيغة إم بي 3 بجودة 192 كيلوبت بالثانية. مكَّن ذلك المشترين من تجميع هذه المقاطع التسجيليَّة وابتكار نسخهم الخاصّة من الأغاني. وقال بلايث حيال هذا الأمر: «عليك أحيانًا القيام بأمر مميَّز هذه الأيام حتَّى تشجّع الشبان على شراء ألبوم بدلًا من تحميله». أخذت الفرقة استراحة خلال عام 2008 آثرت فيها العمل على تأليف مواد موسيقيَّة جديدة والتحضير لإصدار ألبوم جديد تحدَّد موعد طرحه في عام 2009. دخلت الفرقة في تلك الأثناء مفاوضات لاختيار شركة تسجيلات تتولى توزيع إصداراتها خارج الولايات المتَّحدة. قال كريس أدلر بأنَّ شركة إيبك للتسجيلات الموسيقيَّة كانت «أكثر من مثاليَّة» بالنسبة لهم، ولكن الفرقة أرادت توكيل مهمّة توزيع إصداراتهم عالميًا إلى شركة أخرى.
لم تخلو الجولة الموسيقيَّة من المشاحنات التي جذبت أنظار عدد من وسائل الإعلام بطبيعة الحال، وذلك رغم النجاح الذي أحرزته الفرقة خلالها. فعلى سبيل المثال قام أعضاء الفرقة وطاقم العمل بالإكثار من الشرب بعد العزف في عرض كامل للفرقة بمدينة غلاسكو الاسكتلنديَّة. ونتيجة لذلك فقد بلغَ المغنّي راندي بلايث من الثمالة ما جعله يحاول تقليد اللكنة الاسكتلنديَّة وهو يرتدي إزارًا تقليديًا حتَّى انتهى به الأمر بالتلاسن مع قارع الطبول كريس أدلر وعازف الغيتار مارك مورتون ممّا أدّى في النهاية إلى ضرب الأخير له في الحافلة ردًا على ذلك. ونتج عن ذلك تضارب وتدافع ومحاولة لفصل الاثنين وهو ما نجح حتِّى ما لبث أن اجتمع الاثنان مجدَّدًا على الرصيف في الخارج. استمر الشجار ببطئ بين مورتون وبلايث بسبب إصابة الاثنين بالثمالة، وفي النهاية استطاع مورتون دفع بلايث بقوّة على أرضية الرصيف وهو فوقه ما شلَّ حركة مورتون لوهلة. تصالح الشابان بعد مرور يومين وحفلة واحدة عندما اجتمعا واحتسا الشراب مع بعضهما.

### قرص الفيديو وألبوم «راث» (2008-2009)
أعلنت لامب أوف غود على موقع ماي سبيس في يوم الثاني من مايو عن تقرُّر إصدار الفرقة لقرص فيديو رقميّ يحمل اسم «نزّهني في الجحيم» في يوم 1 يوليو عام 2008. يتألَّف الإصدار من قرصين وتبلغ مدّته نحو خمس ساعات. يحتوي الإصدار على وثائقي «نزّهني في الجحيم»، فضلًا عن عدَّة عروض حيَّة إضافيَّة من جولة الفرقة السابقة.
أعلن المنتج كول هيغلي في أغسطس عام 2008 عن مباشرة الفرقة في مشروعهم للعمل على ألبومهم القادم. وكشف عن تقرُّر صدور الألبوم الجديد في شهر فبراير من عام 2009. اختارت الفرقة جوش ويلبر منتجًا للألبوم الجديد. أدَّت لامب أوف غود كفرقة مساندة في جولة الحفلات الموسيقيَّة التي قامت بها فرقة ميتاليكا بدءًا من ديسمبر عام 2008.
بادرت الفرقة بالنقل المباشر لعملية تسجيل الألبوم الجديد عبر الإنترنت على موقع الفرقة باستعمال كاميرتين وضعتهما الفرقة في الاستديو (أحدهما في الغرفة الخاصَّة بطقم الطبول والأخرى في غرفة المكساج).

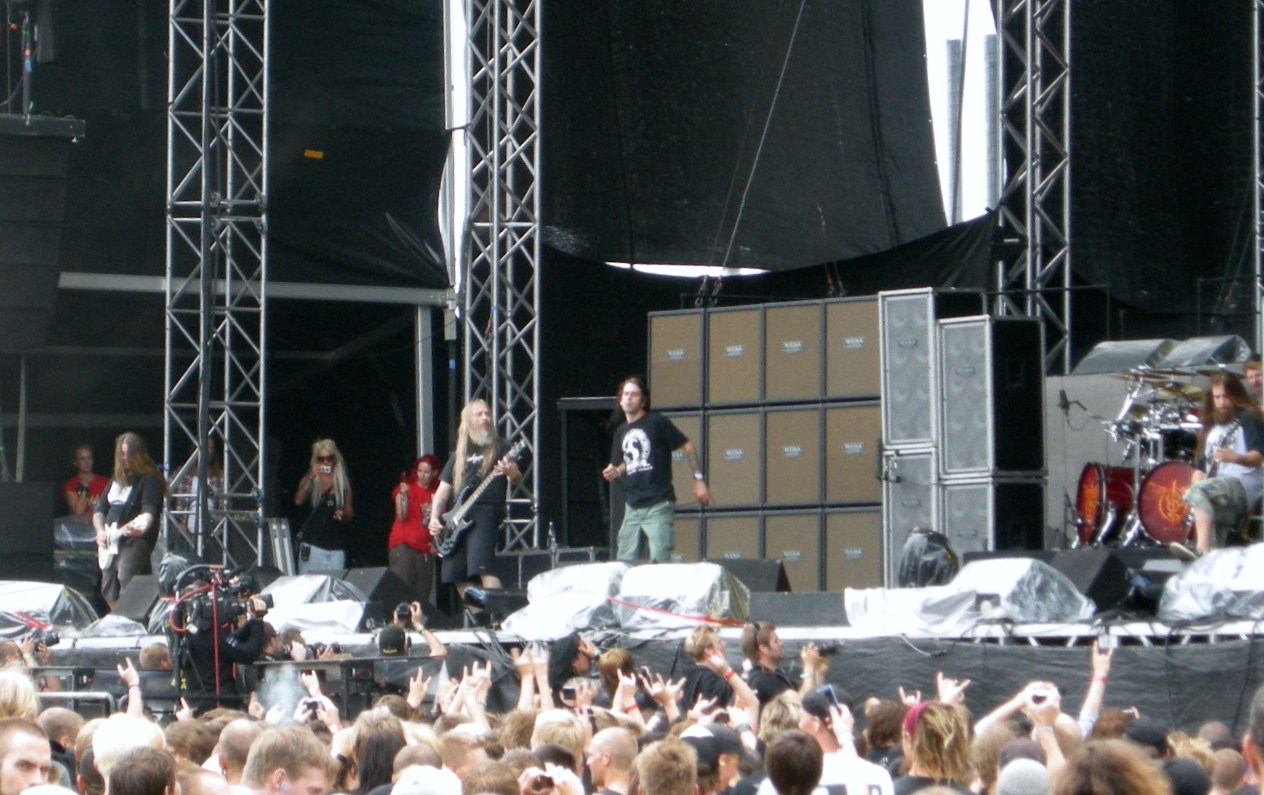
الفرفة خلال حفلة موسيقيَّة في عام 2009.

طرحت الفرقة ألبوم الاستديو السادس في مسيرتها تحت اسم «راث» في الأسواق العالميَّة من خلال شركة رودرانر للتسجيلات بتاريخ 23 فبراير عام 2009. وتبعه طرح شركة إيبك للتسجيلات للألبوم في الأسواق الأمريكيَّة في اليوم التالي. كرَّست الفرقة الألبوم لمايكي برونسنان الذي كان له الفضل الكبير في مساعدة الفرقة على ترسيخ انطلاقتها ودخولها للمشهد في مدينة فيلادلفيا. وجاء ذلك على خلفية مقتل برونسنان في نوفمبر عام 2008 على يد سائق ثمل. علَّق قارع الطبول كريس أدلر حول الأمر قائلًا: «لولا مايكي لما كنا اليوم فرقة على الأغلب». أمَّا حول الألبوم فقال أدلر بأنَّ «هذا الألبوم سيفاجئ الكثير من الناس. فعادةً ما تتراخى الفرق التي تبلغ الموضع الذي بلغناه في سيرتنا الموسيقيَّة وتتمتع بما حققته وتعمل على تكرار ما كانت تقوم به، ولكنَّنا اخترنا طريقًا مختلفًا. لا أحد يريد سماع عضو أحد الفرق يهوّل ألبومًا جديدًا. بيدَّ أنَّ «راث» لا يحتاج لتهويلٍ. لقد تجاوزنا أنفسنا وستشعرون بالأمر في يوم 24 فبراير.» وبالفعل فقد دخل الألبوم للمرتبة الثانيَّة على لائحة بيلبورد 200 لمبيعات الألبومات في الولايات المتَّحدة حيث تجاوزت مبيعاته الـ68 ألف نسخة خلال الأسبوع الأول من طرحه في الأسواق.
باشرت الفرقة العزف في المرحلة الأولى من جولتها الموسيقيَّة العالميَّة خلال ربيع عام 2009، وذلك في جهودها للترويج للألبوم الجديد. ضمَّت الجولة عدَّة فرق مساندة وهي فرقة تشلدرن أوف بودوم، وفرقة آز آي لاي داينغ، وفرقة غود فوربيد، وفرقة مونيسبال ويست. قامت الفرقة خلال الصيف بالعزف في العديد من الحفلات الموسيقيَّة في أوروبا ومن ضمنها مشاركتهم مع فرقة ماستودون في جولة فرقة ميتاليكا العالميَّة، فضلًا عن العزف في العديد من كبرى المهرجانات الموسيقيَّة في القارّة. حلَّ باز مكغارث من فرقة أن-إيرث محل مارك مورتون في آخر ستة حفلات من الجولة حتَّى يحظى الأخير بفرصة التواجد مع زوجته وطفلهما الأول.
كما أعلنت لامب أوف غود عن عزفها بصفتها الفرقة المُساندة الرئيسيَّة في جولة ميتاليكا العالميَّة في أمريكا الشماليَّة في عام 2009. كما اختتمت الفرقة السنة من خلال أدائها في حفلات موسيقيَّة عدَّة أقامتها في أستراليا ونيوزيلندا مع فرقة شادوز فول وفرقة ديفل درايفر.

### ألبوم «ريزولوشن» واعتقال بلايث بتهمة القتل (2010-2013)
قامت لامب أوف غود بالعزف في أول حفلة موسيقيَّة لها في الفلبين في مهرجان بولب سومر سلام مع فرقة الثراش ميتال تيستامنت بتاريخ 17 أبريل عام 2010. وعزفت الفرقة في البلاد مرّة أخرى في 18 فبراير عام 2012. كما قامت بالعزف للمرّة الأولى في الهند في مهرجان ستورم الصيفيّ بمدينة بنغالور بتاريخ 15 مايو عام 2010. كذلك قامت الفرقة بحفلة لها بمدينة إسطنبول في تركيا يوم 17 مايو من نفس العام. شاركت لامب أوف غود في مهرجان مايهام لسنة 2010 مع فرقة كورن، وفرقة فايف فينغر ديث بانش، وروب زومبي. هذا وقد حلَّ عازف الغيتار بول واغونر من فرقة بتوين ذا بوريد أند مي محل مارك مورتون خلال أداء الفرقة في مهرجان مايهام. كما أدَّت الفرقة على المنصّة الرئيسيَّة بمهرجان داونلود الموسيقيّ في يونيو عام 2010. وكان هذا الظهور الثالث للفرقة في المهرجان.

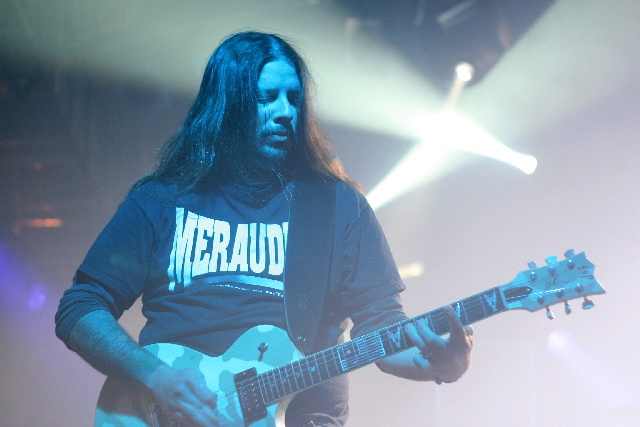
ويلي أدلر يعزف على الغيتار في عام 2010.

نشرَ موقع آي جي إن في 19 أبريل عام 2010 مقطعًا مصوَّرًا من وراء كواليس إعداد الفرقة لأغنيتهم المفردة القادمة التي حملت اسم «هيت ذا وول». ظهرت هذه الأغنية في لعبة آيرون مان 2. هذا وقد أعلنت الفرقة عن إتاحتها الأغنية للتحميل الرقميّ المدفوع عبر الإنترنت في 15 فبراير عام 2011. ظهرت أحد أغاني الفرقة في الموسيقى المُصاحبة للنسخة الجديدة من لعبة سبلاترهاوس في عام 2010. وجاء ذلك بالتزامن مع إعلان الفرقة عن مشاركتها في الجولة الأستراليَّة لفرقة ميتاليكا كفرقة مُساندة (مع فرقة بارونيس) في أواخر عام 2010. كشف قارع الطبول كريس أدلر في مقابلة أجراها في سبتمبر عام 2010 عن نيّة الفرقة العودة للاستديو للعمل على ألبومهم السابع في شهر فبراير من عام 2011. وفي نوفمبر ذكر أدلر أنَّ الفرقة قرَّرت العمل مجدَّدًا مع المنتج جوش ويلبر على مشروع ألبومهم القادم.
ترشَّحت الفرقة لجائزة غرامي ضمن فئة أفضل أداء ميتال في عام 2010، ولكنَّها خسرتها أمام فرقة جوداس بريست عن أدائها لأغنية «ديسدينت أغريسور». كما نالت الفرقة ترشيحًا جديدًا ضمن ذات الفئة في حفل توزيع جوائز الغرامي الثالث والخمسين في عام 2011، ولكنَّها خسرت هذه المرَّة أمام فرقة أيرون ميدن عن أدائها لأغنية «إل دورادو».
أعلنت لامب أوف غود في 31 أكتوبر عام 2011 عن تقرُّر صدور ألبومها السابع الذي حمل اسم «ريزولوشن» في يوم 24 يناير عام 2012. كما كشفت الفرقة الستار عن غلاف الألبوم الجديد وأسماء وترتيب أغانيه. نشرت الفرقة فيديو موسيقيّ مُصوَّر مصاحب لأغنية «غوست ووكينغ» في يوم 19 يناير عام 2012. كان الفيديو مُحرَّكًا وهو من عمل شركة مورفريمز. تدور قصته حول رجل يهرب من مجموعة من القتلة في محاولته لإدخال شفرة توقف إطلاق سلاح غير معروف. نشرت الفرقة الفيديو للمرّة الأولى بواسطة خدمة فيفو على موقع يوتيوب. عزفت لامب أوف غود في مهرجان ساوندويف الموسيقيّ بأستراليا في شهر فبراير من عام 2012. وتبِعَ ذلك أداء الفرقة لعرض على المنصّة الرئيسيَّة لمهرجان داونلود في شهر يونيو من نفس العام.
اعتقلت الشرطة التشيكيَّة مغنّي الفرقة راندي بلايث في 27 يونيو عام 2012 عن تصرفاته في حفلة سابقة قامت بها الفرقة في براغ في عام 2010. وجَّهت محكمة مقاطعة براغ الثامنة تهمة ارتكاب الإيذاء الجسديّ المُتعمَّد لبلايث على خلفية الحادثة التي أدَّت إلى مقتل شاب في التاسعة عشر من العمر بعد تسلقه منصّة المسرح وبلوغه المغنّي الذي قام بدفعه ممّا أدَّى إلى ارتطام رأس المراهق بالأرض عند سقوطه، وهو ما انتهى بوفاته في وقتٍ لاحق جراء إصابته. ألغت الفرقة جميع حفلاتها الموسيقيَّة نتيجة الأمر، ولكنَّها واصلت حفلاتها عقب الإفراج عن بلايث بكفالة بعد 38 يومًا. أصدرت المحكمة حكمها في القضية في ديسمبر عام 2012. أوردَ الحكم الصادر عن المحكمة البلديَّة في براغ بتاريخ 5 مارس عام 2013 تفاصيل الحادثة ذاكرًا أنَّ بلايث قام بإلقاء نوسيك من على المسرح. وعليه فقد كان بلايث يتحمل المسؤولية الأخلاقيَّة عن مقتل الشاب، ولكنَّه لم يكن مسؤولًا من الناحية الجنائيَّة عن الأمر. هذا وقد كان هنالك محاولة لاستئناف الحكم، ولكن محكمة براغ العليا أصدرت حكمًا بتأييده في شهر يونيو عام 2013.
كشف بلايث في منشور على مدونته الشخصيَّة قيامه بالاجتماع مع عائلة الفقيد بعد انتهاء المحاكمة. وأكَّد على أنَّ العائلة لم تهاجمه بتاتًا، وأنَّهم «أرادوا فقط معرفة حقيقة ما حصل لابنهم». أبدى بلايث في جلسة أسئلة عامَّة أجراها مع المعجبين على موقع ريديت في عام 2020 استعداده للعودة والعزف في التشيك مجددًا، وكتبَ بأنَّه لم يتعرض لسوء المعاملة هناك، ولكنّه شدَّد على فكرة مراعاة مشاعر عائلة نوسيك.

### فترة الانقطاع الأولى وألبوم «سيفن: ستورم أوند درانغ» (2014-2016)

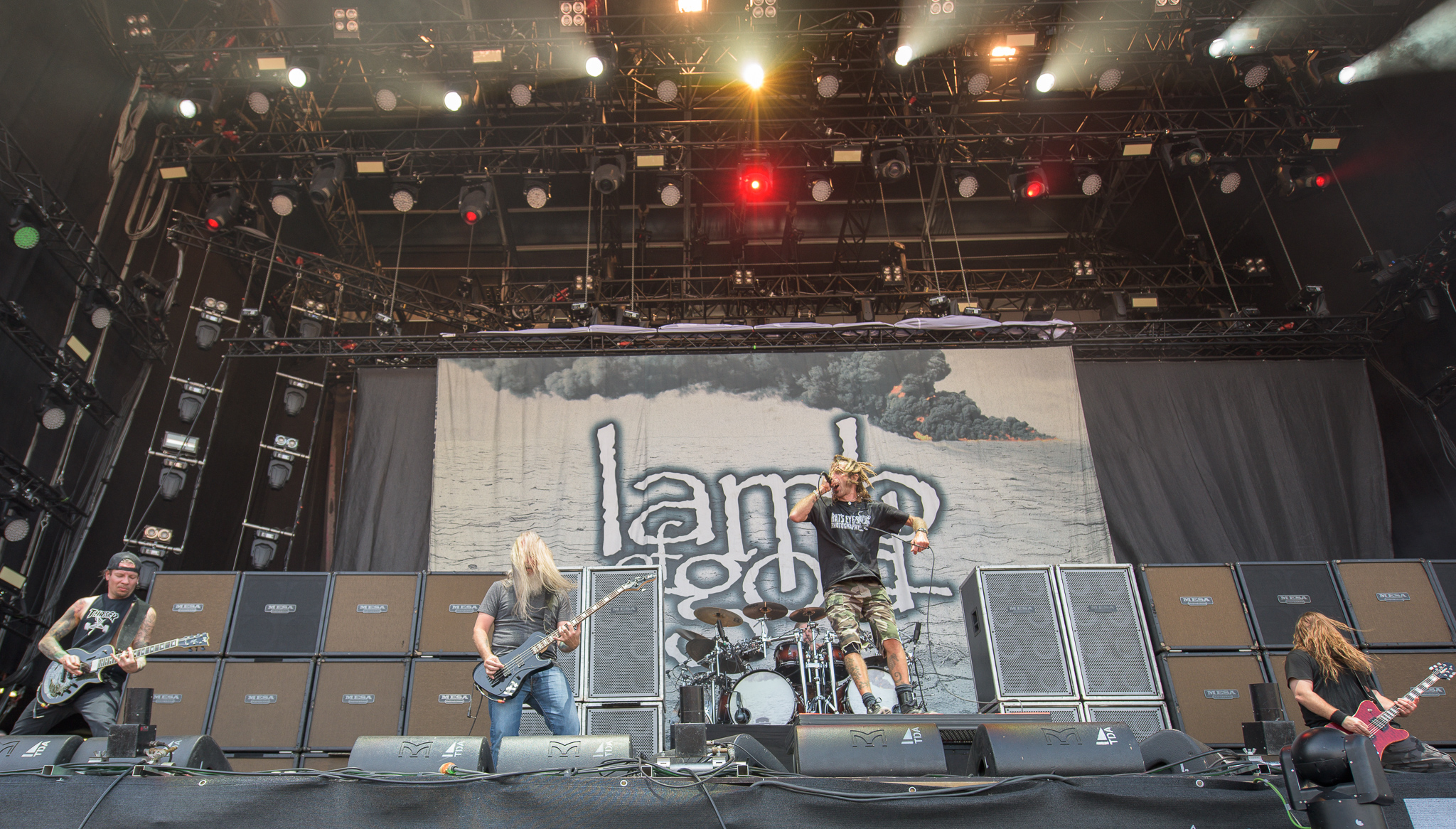
الفرقة خلال حفلة في عام 2015.

قال كريس أدلر في مقابلة أجراها مع صحيفة فرجينيان بايلوت بأنَّ توقُّف الفرقة عن العزف خلال محاكمة راندي بلايث بالإضافة إلى الرسوم القانونيَّة الكبيرة التي تكلَّفت بها الفرقة في المحاكمة أدَّت إلى استنفاذ أموال الفرقة، وهو ما عثَّر عليهم تحقيق مخططاتهم في العودة للاستديو في عام 2014 للمباشرة في تسجيل ألبوم الفرقة الثامن الذين كانوا يأملون الانتهاء منه بحلول نهاية العام، وذلك بالرغم من تصريحات أعضاء الفرقة السابقة عن نيّتهم تحقيق ذلك.
نشر بلايث في 26 يناير عام 2014 تصريحًا عبر حسابه على موقع أنستغرام أعلنَ في عن أخذه لإجازة طويلة من الفرقة. أمَّا الفرقة فأعلنت عن دخولها في فترة انقطاع بعد انتهائها من دورة الألبوم التي كانت مُلتزمة بها حينذاك. بيدَّ أنَّها ستجتمع بين الفينة والأخرى للعزف في بعض المهرجانات الموسيقيَّة الصيفيَّة. تفاجئ المعجبين مع حلول شهر سبتمبر في نفس العام حين كشف بلايث عن اعتزام الفرقة إصدار ألبوم جديد تستعمل أغانيه بعضًا من الكلمات التي كتبها الأخير خلال الفترة التي قضاها في السجن ببراغ إلى جانب نشره لكتاب «أيام مظلمة: مذكّرات» في مطلع عام 2015.
بدأت الفرقة بالترويج للألبوم الجديد من خلال تغيير اسم حسابها على موقعيّ أنستغرام وتويتر ليصبح «لامب أوف غود 7» في أبريل عام 2015. كما أطلقت الفرقة موقعًا إلكترونيًا يحمل ذات الاسم في مطلع شهر مايو. يشير الرقم سبعة الذي استخدمته الفرقة بصيغته الرومانيَّة إلى ترتيب الألبوم في مسيرة الفرقة الموسيقيَّة دون احتساب أول ألبوم أصدرته الفرقة تحت اسمها القديم «بيرن ذا بريست». كشفت الفرقة عن اسم ألبومها الجديد وهو «سيفن: ستورم أوند درانغ» في 15 مايو عام 2015. وقالت الفرقة بأنَّه سيصبح متوفرًا في الأسواق في شهر يوليو من خلال شركة إيبك للتسجيلات وشركة نوكلير بلاست للترفيه. أطلقت الفرقة أول أغنية من الألبوم تحت عنوان «ستيل إكوز» على الموقع الخاص بالألبوم وجعلتها متاحة للتحميل الرقميّ في يوم 18 مايو. هذا وقد أصدرت الفرقة ألبومًا مصوَّرًا مصاحبًا لأغنية "512" في شهر يونيو من نفس العام.

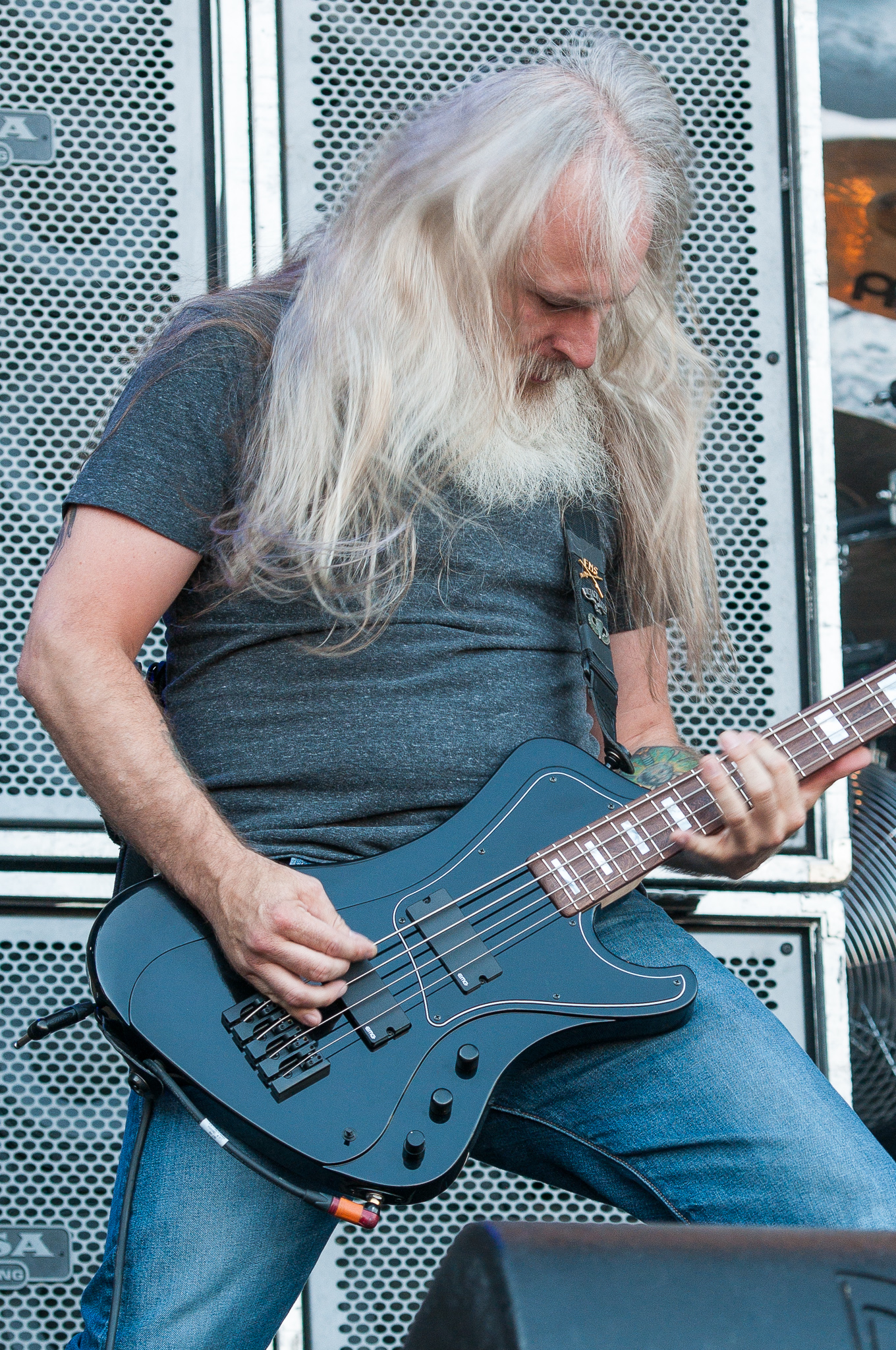
جون كامبيل يعزف على البيس في مهرجان موسيقيّ بألمانيا في عام 2015.

أطلقت لامب أوف غود ألبومًا قصيرًا حملَ عنوان «ذا دوك» بتاريخ 14 نوفمبر عام 2016. ضمَّ الألبوم القصير أغنيتين جديدتين من جلسات تسجيل ألبوم الاستديو السابق «سيفن: ستورم أوند درانغ». كما احتوى على ثلاثة أغانٍ كانت قد أدَّتها الفرقة في عروضٍ حيّة سالفة. كرَّست الفرقة الأغنية التي حملت اسم الألبوم القصير لصديق المغنّي راندي بلايث والمعجب واين فورد الذي فارقَ الحياة بعد صراع استمر لمدَّة خمسة سنوات مع سرطان الدم. كما أعلن عدد من أعضاء الفرقة عن عرض مجموعة من كتب الأغاني، والإصدارات الموقَّعة، والأقراص الذهبيَّة، والآلات الموسيقيَّة للبيع في مزاد بهدف جمع التبرعات لجمعية سرطان الدم وسرطان الغدد الليمفاويَّة.

### فترة الانقطاع الثانية وألبوم «ليجون: توينتي» (2017-2018)
قال بلايث في 4 أبريل عام 2017 بأنَّ الوقت قد حان حتَّى تدخل الفرقة في فترة انقطاع هذه المرَّة بعد استكمالها لجولة حفلاتها الموسيقيَّة الصيفيَّة في أمريكا الشماليَّة. وكان تصريح بلايث هذا إشارةً إلى فترة الانقطاع الأولى التي جاءت على خلفية تبرئته وإطلاق سراحه من السجن في التشيك. أكَّد عازف الغيتار مارك مورتون في 10 أغسطس عام 2017 نيّة الفرقة الدخول في فترة انقطاع، ولكنَّهُ استبعد في الوقت ذاته احتمال توقُّف الفرقة عن العمل على الموسيقى. غير أنَّه لم يوضّح ما إذا كان عملهم مُتعلِّق بإصدار جديد أو حتَّى مرتبط بفرقة لامب أوف غود بالأصل.
أعلنت الفرقة في يوم 22 يناير عام 2018 عن انضمامها للجولة الموسيقيَّة الأخيرة لفرقة سلاير كفرقة مُساندة.
أعلنت الفرقة في 22 مارس عام 2018 عن إصدارها لألبوم يحوي أغانٍ مُقلَّدة سيحمل عنوان «ليجون: توينتي» في يوم 18 مايو عام 2018. هذا وقد قرَّرت الفرقة إصدار الألبوم تحت اسمها القديم «بيرن ذا بريست». وهكذا أصبح «ليجون: توينتي» أول ألبوم تصدره الفرقة مستعينةً باسمها القديم منذ عام 1999.
أعلن قارع طبول الفرقة كريس أدلر في مقابلة صوتيَّة أجراها مع موقع ميتال إنجيكشن بتاريخ 23 أكتوبر عام 2018 عن اعتزام الفرقة إصدار عاشر ألبوم استديو في مسيرتها بحلول شهر ديسمبر من عام 2019. كما كشف أدلر في المقابلة عن تحدّثه مع قارع طبول فرقة ميتاليكا لارس أولريك حول طبيعة العمل مع عازف الغيتار السابق في ميتاليكا ديف موستين الذي أصبح حاليًا المغنّي الرئيسيّ وعازف الغيتار في فرقة ميغاديث قبل أن يعمل معه على ألبوم ميغاديث الخامس عشر «ديستوبيا» الذي صدر في عام 2016.

### خروج كريس أدلر من الفرقة وألبوم الفرقة العاشر (2019-الآن)
رفض راندي بلايث في مقابلة أجراها في يونيو عام 2019 التعليق حول موضوع عودة كريس أدلر للفرقة عند عزفها في الحفلات والعروض الموسيقيَّة قائلًا بأنَّه «من الصعب بمكان رؤية ماذا سيحدث بشأن كريس أدلر» على حد تعبيره. أصدرت الفرقة تصريحًا في 19 يوليو عام 2019 أكَّدت فيه خروج كريس أدلر من الفرقة وأخذ قارع الطبول آرت كروز الذي كان يعزف في فرقة ويندز أوف بلاغ وفرقة برونغ محله كقارع طبول الفرقة الجديد. كما أعلنت الفرقة عن مباشرتهم العمل على تسجيل وإنتاج ألبومهم المقبل. أصدر كريس أدلر تصريحًا من جانبه في يوم 23 أكتوبر عام 2019 حول خروجه من الفرقة قائلًا بأنَّه لم يتخذ قرار ترك «عمل حياته»  وبأنَّه لم يرد الانخراط بأشياء غير إبداعيَّة.
أصدرت الفرقة أغنية «تشيكميت» في 5 فبراير عام 2020 لتصبح بذلك أول أغنية مفردة تصدرها الفرقة من ألبومها العاشر الذي حمل اسمها «لامب أوف غود». كما كانت هذه الأغنية أول أغنية تطرحها الفرقة بعد انضمام قارع الطبول الجديد آرت كروز للفرقة. اعتزمت الفرقة في بادئ الأمر إصدار الألبوم يوم 8 مايو، ولكنَّها أجَّلت موعد إطلاقه إلى 19 يونيو عام 2020 جراء جائحة فيروس كورونا. قالت الفرقة بأنَّها ستخصِّص معظم وقتها خلال عام 2021 للترويج للألبوم من خلال أداء الحفلات والعروض الموسيقيَّة ومن ضمن ذلك اشتراكها في العزف في جولة أمريكيَّة مع فرقة ميغاديث كفرقة رئيسيَّة، بالإضافة إلى جولة مع فرقة كرياتر وفرقة باور تريب.
سُؤِلَ عازف الغيتار مارك مورتون في مقابلة أجراها مع موقع أستراليّ في شهر سبتمبر من عام 2020 عن كيف يقضي هو وأعضاء الفرقة الأخرين وقت فراغهم في الإغلاق المفروض جراء جائحة كوفيد-19. أجابَ مورتون على السؤال قائلًا بأنَّه يعمل مع الفرقة على تأليف وتسجيل مواد موسيقيَّة جديدة وهو بالنسبة لهم الجزء المفضَّل فيما يقومون به. وأضاف على ذلك بقوله: «ثمة الكثير من العناصر المرتبطة بكون المرء في فرقة مثل لامب أوف غود. يعدُّ الأداء والتجوال أحدها، في حين يعدُّ التأليف والتسجيل من عناصرها الأخرى. بالنسبة لي فإنَّ التأليف والتسجيل هو الجزء المفضّل من الأمور التي يتسنى لنا القيام بها. ولذلك فقد كنت أقوم ببعض التأليف. إذ كنت أؤلّف بعض الموسيقى لفرقة لامب أوف غود، وبعض الأمور الأخرى لأناس أخرين، وبعض الأشياء الأخرى لمشروعي الفرديّ. ولذلك فهناك الكثير من الموسيقى التي أعمل عليها الآن.»
أصدرت الفرقة أغنية حملت اسم «غوست شيبد بيبول» في 4 فبراير عام 2021. الأغنية مأخوذة من النسخة المسهبة من ألبومهم «لامب أوف غود» الذي أصدرته الفرقة في عام 2020. وفي الأثناء أعلنت الفرقة تحديد موعد صدور النسخة المسهبة من الألبوم في يوم 26 مارس عام 2021.

## فيلم الفرقة الوثائقي
أصدرت الفرقة فيلمًا وثائقيًا حمل اسم «فيما تحترق القصور» في جميع أنحاء العالم في شهر فبراير من عام 2014. بدأ العمل على تصوير الوثائقي الذي أخرجه دون أرغوت في عام 2012. انصبَّ تركيز الفيلم في المراحل الأولى من إعداده على معجبي الفرقة، ولكن تغيَّر كل ذلك بعد توجيه محكمة تشيكيَّة تهمة ارتكاب الإيذاء الجسديّ المتعمَّد لمغنّي الفرقة الرئيسيّ راندي بلايث واعتقاله على أثرها، وذلك على خلفية مقتل شاب خلال حفلة قامت بها الفرقة في براغ قبل عامين. حظي الفيلم الوثائقيّ بامتداح النُقَّاد.

## النمط الموسيقي والتأثيرات
تُعدُّ فرقة لامب أوف غود على نطاقٍ واسع من ضمن الأعضاء البارزين في حركة الموجة الجديدة من الهيفي ميتال الأمريكيّ. تُعتبر الفرقة طبقًا للعديد من المصادر الرئيسيَّة من فرق الغروف ميتال. كما صنَّفت بعض المصادر موسيقاهم تحت مظلّة الميتالكور، والثراش ميتال، والديث ميتال، والهيفي ميتال، والإندستريال ميتال. وصِفَ ألبوم «نيو أميركان غوسبل» الذي أصدرته الفرقة في عام 2000 بكونه يندرج ضمن فئة «الغريندكور والديث ميتال المُخصَّص لشبان الهاردكور». في حين اُعتبِرَ بأنَّ ألبوم «آشيز أوف ذا ويك» الذي صدر في عام 2004 استطاع «إظهار تأثيراتهم المُستقاة من الثراش ميتال والديث ميتال اللحنيّ، وخروجهم عن فئة الميتالكور التي حاول النقّاد قوقعة الفرقة ضمنها». عملت الفرقة في ألبوماتها اللاحقة على الاستعانة بالمزيد من العناصر الموسيقيَّة المنوطة بالثراش ميتال. ويتضح ذلك بالنسبة للمُستمع عند التمعن في كل من ألبوم «راث» (2009) وألبوم «ريزولوشن» (2012). أمَّا ألبوم «بيرن ذا بريست» فاُعتبِرَ مزيجًا جمع في طياته ما بين الثراش ميتال، والديث ميتال، والهاردكور بانك. أشار الكُتَّاب المتابعون للميتال إلى تداخل الطوابع المرئيَّة المُميِّزة لعدَّة أنواع في غلاف ألبوم «ليجون: توينتي» ألا وهي الكروس أوفر ثراش، والهاردكور بانك، والبانك روك، والسلودج ميتال.
تشمل الفرق الموسيقيَّة التي أثَّرت على الفرقة كلًا من فرقة بلاك سابث، وفرقة ميتاليكا، وفرقة سلاير، وفرقة ميغاديث، وفرقة أيروسميث، وفرقة ذا جيزاز ليزرد، وفرقة بانتيرا، وفرقة أكيوزد، وفرقة سيبتيك ديث، وفرقة درانك إنجونز، وفرقة ذا فاكشن، وفرقة أوبيتشويري، وفرقة بولث ثروّر، وفرقة كوروجن أوف كنفورمتي، وفرقة نابالم ديث، وفرقة ماشين هيد، وفرقة شيلاك، وفرقة مشوغاه وغيرها. ورُغمَ أنَّ لامب أوف غود تعدّ فرقة هيفي ميتال، إلَّا أنَّ مغنيها الرئيسيّ راندي بلايث يهوى موسيقى البانك روك أكثر من موسيقى الهيفي ميتال ويرفض اعتبار نفسه عضوًا في ثقافة الهيفي ميتال الفرعيَّة.

## أعضاء الفرقة
| أعضاء حاليون - جون كامبيل – غيتار البيس (1994–الآن) - راندي بلايث – مغنّي رئيسيّ (1995–الآن) - مارك مورتون – غيتار رئيسيّ (1994, 1997–الآن) - ويلي أدلر – غيتار إيقاعيّ (1999–الآن) - آرت كروز – طبول (2019–الآن) | أعضاء سابقون - مات كونر – غيتار إيقاعيّ (1994) - أيب سبير – غيتار إيقاعيّ (1994–1999)، غيتار رئيسيّ (1994-1997) - كريس أدلر – طبول (1994–2019; hiatus 2018–2019) موسيقون مساندون خلال العروض الحيّة - دوك كويل – غيتار رئيسيّ (2009) - باز مكغارث – غيتار رئيسيّ (2009) - مات ديفريز – غيتار البيس (2013) - بول واغونر – غيتار رئيسيّ (2014) |

## وصلات خارجية
- موقع الفرقة الرسميّ (بالإنجليزية)